# Football Brindisi 1912 2009-2010
Questa pagina raccoglie le informazioni riguardanti il Football Brindisi 1912 nelle competizioni ufficiali della stagione 2009-2010.

## Rosa
| N. |                      | Ruolo | Calciatore               |
| -- | -------------------- | ----- | ------------------------ |
|    | Italia (bandiera)    | A     | Diego Albadoro           |
|    | Italia (bandiera)    | A     | Alessandro Alessandrì    |
|    | Italia (bandiera)    | A     | Giammarco Baldassarre    |
|    | Italia (bandiera)    | C     | Raffaele Battisti        |
|    | Italia (bandiera)    | D     | Cosimo Camposeo          |
|    | Italia (bandiera)    | C     | Davide Caravaglio        |
|    | Italia (bandiera)    | C     | Imperio Carcione         |
|    | Italia (bandiera)    | D     | Marcello Corazzini       |
|    | Italia (bandiera)    | P     | Vincenzo Ferrante        |
|    | Italia (bandiera)    | C     | Adriano Fiore            |
|    | Argentina (bandiera) | A     | Fernando Alberto Galetti |
|    | Italia (bandiera)    | D     | Riccardo Idda            |
|    | Uruguay (bandiera)   | D     | Gonzalo Maulella         |
|    | Italia (bandiera)    | C     | Luca Minopoli            |
|    | Italia (bandiera)    | D     | Francesco Montella       |
|    | Italia (bandiera)    | C     | Francesco Mortelliti     |

| N. |                    | Ruolo | Calciatore                  |
| -- | ------------------ | ----- | --------------------------- |
|    | Italia (bandiera)  | A     | Fabio Moscelli              |
|    | Italia (bandiera)  | D     | Leonardo Nunzella           |
|    | Italia (bandiera)  | D     | Luigi Panarelli             |
|    | Italia (bandiera)  | D     | Lorenzo Pasqualini          |
|    | Italia (bandiera)  | P     | Giancarlo Petrocco          |
|    | Italia (bandiera)  | D     | Marco Piccinni              |
|    | Italia (bandiera)  | P     | Andrea Pinzan               |
|    | Italia (bandiera)  | C     | Nicola Pizzolla             |
|    | Italia (bandiera)  | A     | Giuseppe Siclari            |
|    | Italia (bandiera)  | D     | Andrea Suriano              |
|    | Italia (bandiera)  | D     | Roberto Taurino             |
|    | Italia (bandiera)  | D     | Stefano Trinchera           |
|    | Brasile (bandiera) | A     | William Da Silva Barbosa    |
|    | Brasile (bandiera) | A     | Franclin Barbosa dos Santos |
|    | Brasile (bandiera) | A     | Júnior Bahia                |